# Anton Sawanjuk
Anton Sawanjuk (belarussisch Антон Саванюк, Андрэй Саванюк; * 7. März 1921 in Domaczewo, Ostpolen, heute Damatschawa in Belarus; † 6. November 2005 in Norwich, England) war ein belarussischer Kriegsverbrecher.
Sawanjuk, der seit 1946 in England lebte, war 1999 zu lebenslanger Haft verurteilt worden, weil er 1942 unter der Nazi-Herrschaft in Weißrussland 18 Juden umgebracht hatte. Er starb im Alter von 84 Jahren im Gefängnis von Norwich. Sawanjuk war der einzige Nazi-Verbrecher, der je von einem britischen Gericht belangt wurde.